# 1895 في كولومبيا
فيما يلي قوائم الأحداث التي وقعت خلال عام 1895 في كولومبيا.

## سياسة

### انتهاء فترة المنصب
- 1 يناير – ماركو فيديل سواريس وزير خارجية كولومبيا.

## مواليد

### سبتمبر
- 28 سبتمبر – دييجو إشافاريا ميساس نَحّات كولومبي.

## وفيات

### أبريل
- 17 أبريل – جورج إسحق (مواليد 1837) سياسي كولومبي.[1]